# Comté de Nelson (Kentucky)
Pour les articles homonymes, voir Comté de Nelson.
Le comté de Nelson est un comté de l'État du Kentucky, aux États-Unis. Son siège est Bardstown.

## Histoire
Fondé en 1785, il a été nommé d'après Thomas Nelson junior.

## Comtés limithropes
- Comté de Spencer  (nord)
- Comté d' Anderson  (nord-est)
- Comté de Washington  (est)
- Comté de Marion  (sud-est)
- Comté de LaRue  (sud)
- Comté de Hardin  (ouest)
- Comté de Bullitt (nord-ouest)